# 팝 아이콘
팝 아이콘(pop icon)은 특정 사회나 시대의 결정적인 특징을 구성하는 것으로 여겨지는 대중문화 노출이 많은 유명인, 캐릭터 또는 사물이다. 객관적인 기준이 명확히 존재하지 않기 때문에 이 용어의 사용은 대체로 주관적이다. 이 범주화는 일반적으로 수명, 편재성 및 차별성과 같은 요소와 관련이 있다. 또한 "팝 아이콘" 지위는 역사적 인물과 같이 팝 문화 외부의 다른 종류의 명성과 구별된다. 어떤 역사적 인물은 그 시대에 "팝 아이콘" 지위를 달성한 것으로 인정되며, 그러한 지위는 현재까지도 이어지고 있다. 이전 시대의 팝 아이콘으로는 벤저민 프랭클린과 모차르트가 있다.

## 특성 및 기원

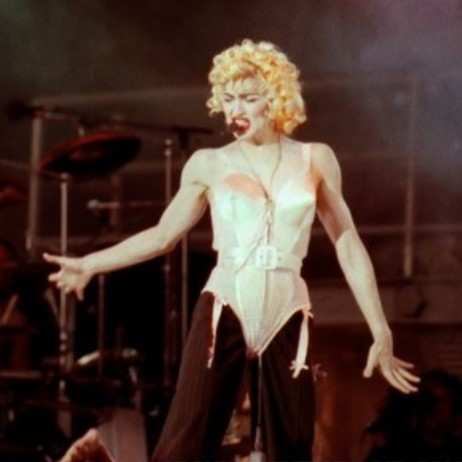
기호학자 마르셀 다네시는 마돈나가 대중 문화에서 "아이콘"이라는 단어 사용을 위한 촉매제 역할을 했다고 본다.

역사학자 아사 브릭스와 피터 버크는 "아이코노그래피"라는 용어가 하이 컬처로, 이후 20세기에 대중 문화로 넘어가면서 "아이콘"이 마돈나와 같은 세속적인 유명인을 지칭하게 되었다고 설명했다. 그녀는 아마 촉매제 역할을 했을 것이다. 토론토 대학교의 기호학 및 언어 인류학 교수인 마르셀 다네시는 "Language, Society, and New Media: Sociolinguistics"에서 "아이콘"이라는 단어는 "종교적 기원의 용어"이며 "아마도 대중 문화에서 미국 팝 가수 마돈나를 묘사하기 위해 처음 사용되었을 것"이라고 언급했다. 다네시는 또한 이 단어가 "이제 남성이든 여성이든 널리 알려진 어떤 유명인에게도 사용된다"고 주장했다. "옥스퍼드 고등 학습자 사전" 및 "Diccionario panhispánico de dudas"와 같은 일부 국제 참고 서적은 "아이콘"의 새로운 의미를 설명하기 위해 마돈나의 이름을 포함했다. "디 애드버킷"이 그녀를 "가장 위대한 게이 아이콘"이라고 부른 후, "엑스트라 매거진"의 가이 바비뉴는 2008년에 "사람들이 아이콘이라고 불리지 않았던 때를 기억할 만큼 충분히 나이가 많다"고 말했다.

### 수명
일반적으로 유명인의 팝 아이콘 지위는 명성의 수명에 달려 있다. 이는 명성이나 인지도가 특정 하위 문화에 한정될 수 있는 컬트 아이콘과는 대조적이다. 일부 팝 아이콘은 경력 분야에 지속적이고 지울 수 없는 흔적을 남기고 사회 전체에서 지속적인 인지도를 얻었다.

### 편재성
팝 아이콘 지위의 흔한 요소는 상징적인 인물에 대한 이미지와 암시의 편재성이다. 해당 인물이 원래 명성 출처 외부 영역에서 인정받고 심지어 기념되는 것이 흔하다. 이의 예로는 코믹 스트립, 티셔츠, 축하 카드 및 기타 여러 문맥에서 이미지와 유산이 표현된 물리학자 알베르트 아인슈타인이 있다.

## 구별
종종 팝 아이콘 지위는 사회적 이상 또는 원형과의 구별되는 연관성을 의미한다. 상징적인 인물이 이러한 연관성을 강조하기 위해 별명 또는 애칭을 갖는 것이 드물지 않다. 때로는 그러한 개인의 이름 자체가 일반적인 단어 또는 아이디어의 동의어로 사용되기도 한다.
미키 마우스, 벅스 버니, 심슨, 해리 포터, 손오공, 츠키노 우사기, 앨리스, 셰리프 우디, 버즈 라이트이어, 그리고 윌리 웡카와 같은 일부 가상 캐릭터는 팝 아이콘으로 간주된다. 무생물까지도 팝 아이콘으로 인정받기도 했다.
일부 인물은 O. J. 심슨 재판의 경우와 같이 대중의 관심을 사로잡는 특정 사건에 대해 일시적 또는 맥락별 "팝 아이콘" 지위를 얻는다.

## 같이 보기
- 문화적 아이콘
- 대중 문화
- 틴 아이돌
- 아트 팝
- 대중음악의 별명 목록

## 추가 자료
- 다네시, 마르셀 (2007). 《대중 문화: 입문적 관점》. 로만 & 리틀필드. 112–115쪽. ISBN 978-0-7425-5547-1.
- Cullen, Jim, ed (2001). 미국 역사 속 대중 문화. UK: 블랙웰 퍼블리싱. ISBN 0-631-21958-7.